# Fortezza di Palmanova

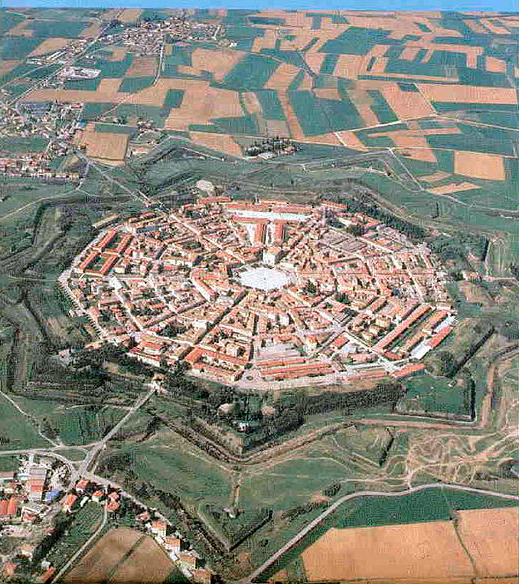
Luftbild der Fortezza di Palmanova

Die Fortezza di Palmanova ist eine Festung aus dem 17. Jahrhundert um die Stadt Palmanova in der italienischen Region Friaul-Julisch Venetien. Sie war als Grenzfestung konzipiert, die von Beginn an als Abschreckung dienen sollte: Bereits in der Zeit des Friauler Krieges fungierte sie als vorgeschobener Posten für die kriegerischen Operationen der Venezianer, obwohl sie noch lange nicht fertiggestellt war.
Ihr ursprünglicher Name war Palma (dt.: Palme), ein Symbol des Sieges in Erinnerung an die Seeschlacht von Lepanto; Der Namensteil nova wurde erst zwei Jahrhunderte nach ihrem Bau von Napoleon Bonaparte mit dem Bau des dritten befestigten Mauerrings hinzugefügt.
Seit dem 9. Juli 2017 gehört die Fortezza di Palmanova zum Weltkulturerbe der UNESCO im Rahmen der transnationalen Stätte „Venezianisches Verteidigungssystem des 16. bis 17. Jahrhunderts“.

## Projekt und Bau der Festung

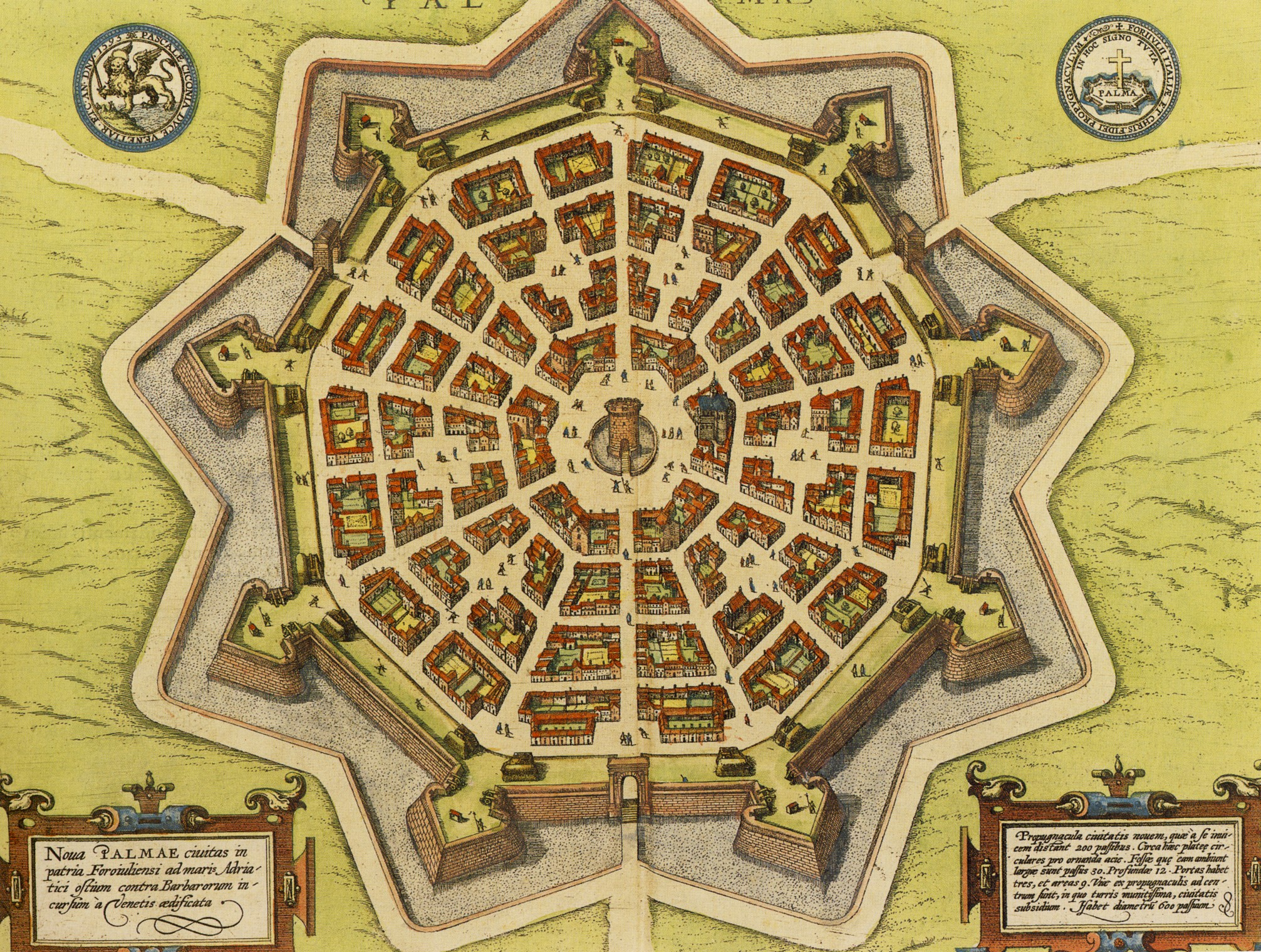
Karte aus dem 17. Jahrhundert, auf der die Fortezza di Palmanova abgebildet ist

Die drei Mauerringe, die die Fortezza di Palmanova zu einer Festung in neuitalienischer Manier, ähnlich einem Stern, machen, wurden nicht gleichzeitig ausgeführt, sondern entstanden zu verschiedenen Zeiten: Der erste und der zweite zu Zeiten der Republik Venedig und der dritte in den ersten Jahren des 19. Jahrhunderts durch die Franzosen unter Napoleon.
Anfang 1593 präsentierte Giulio Savorgnan einen Kostenvoranschlag für die Ausführung einer einzelnen Bastion mit der zugehörigen Kurtine, und sofort danach schlug Bonaiuto Lorini das Projekt eines polygonalen Werkes mit elf Seiten vor. Am 29. Januar desselben Jahres beschloss der Senat ein Festungswerk mit zehn Seiten, aber am 17. September entschied er sich für das Neuneck, auch aus wirtschaftlichen Gründen – je höher die Anzahl der Bastionen, umso kostenintensiver ist ihr Bau.
Marc’Antonio Martinengo di Villachiara, der 1593 vom Senat zum Capo da Guerra ernannt wurde, wurde ins Friaul geladen, um einen geeigneten Standort für die neue Festung zu identifizieren, und präsentierte dem Senat ebenfalls sein eigenes Projekt, das aber nicht angenommen wurde. Es wurden dagegen zwei Exemplare eines Modells hergestellt, in dem die Bastionen auf Basis der Vorschläge von Giulio Savorgnan dargestellt wurden, aber der gedeckte Weg, die Contrescarpe und der Bereich der Brüstungen auf Basis derer Villachiaras.

### Erster Mauerring (1593)
Die Arbeiten zum Bau des ersten Mauerrings und des Grabens zogen sich über etwa 30 Jahre hin und wurden 1623 abgeschlossen. Als Erstes wurden der Mittelpunkt und die Punkte der Bastionen definiert, die die Grenzen der Wehrmauer markierten. Zu den Ausschachtungsarbeiten für den Graben ging man schrittweise vor, indem man die Erde entfernte und sammelte, um die Bastionen und Kurtinen hochzuziehen. Nachdem man das Gelände von Felsen befreit und die Erde geplättet hatte, fuhr man also mit der „Incamisadura“ (dt.: Verkleidung), also der Eindämmung der Erde mit Stein- und Ziegelmauern, fort. Die Menge an Material, die für diese Arbeiten nötig war, war immens: In Palma kamen 50.000 Wagenladungen Steine an; für den Bau allein der Ravelins waren 40.500 Wagenladungen Material nötig. Die Hauptbauten wurden 1599 fertiggestellt.
Zur selben Zeit wurde ein Umkreis von 7 Kilometern fertiggestellt und unterirdische Gänge von 5,5 Kilometern Länge gebaut.

### Zweiter Mauerring (1658)
Mit dem Bau des zweiten, befestigten Mauerrings begann man 1658 mit der Errichtung der Ravelins zum Schutz der drei Eingangstore zur Festung und schloss ihn 1690 ab.

### Dritter Mauerring (1806)
Der dritte Mauerring, der äußerste, wurde ab 1806 auf Geheiß Napoleons errichtet, der General Chasselops als Militäringenieur damit betraute. Bei der Leitung der Arbeiten assistierte Major Laurent und bei der Überwachung Eugène de Beauharnais. Das Werk zog sich bis 1813 hin, also dem Jahr, in dem die französischen Truppen das Friaul aufgaben.
Mit Abschluss der Arbeiten in napoleonischer Zeit fand sich Palmanova von drei Reihen von Befestigungen umgeben, die aus Glacis, Gräben, Lünetten, Ravelins, Toren und Innentoren bestanden.

## Bildergalerie

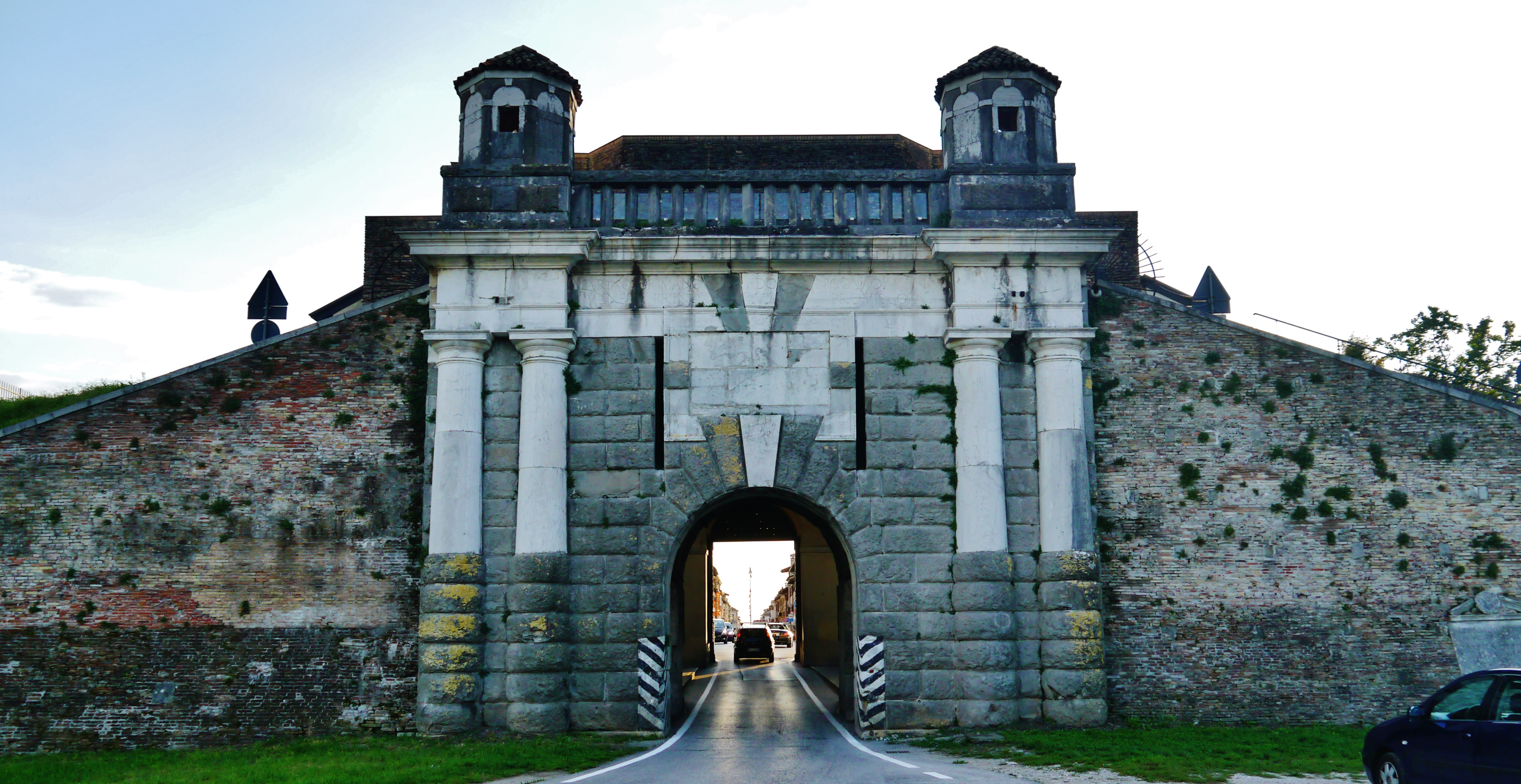
Porta Cividale
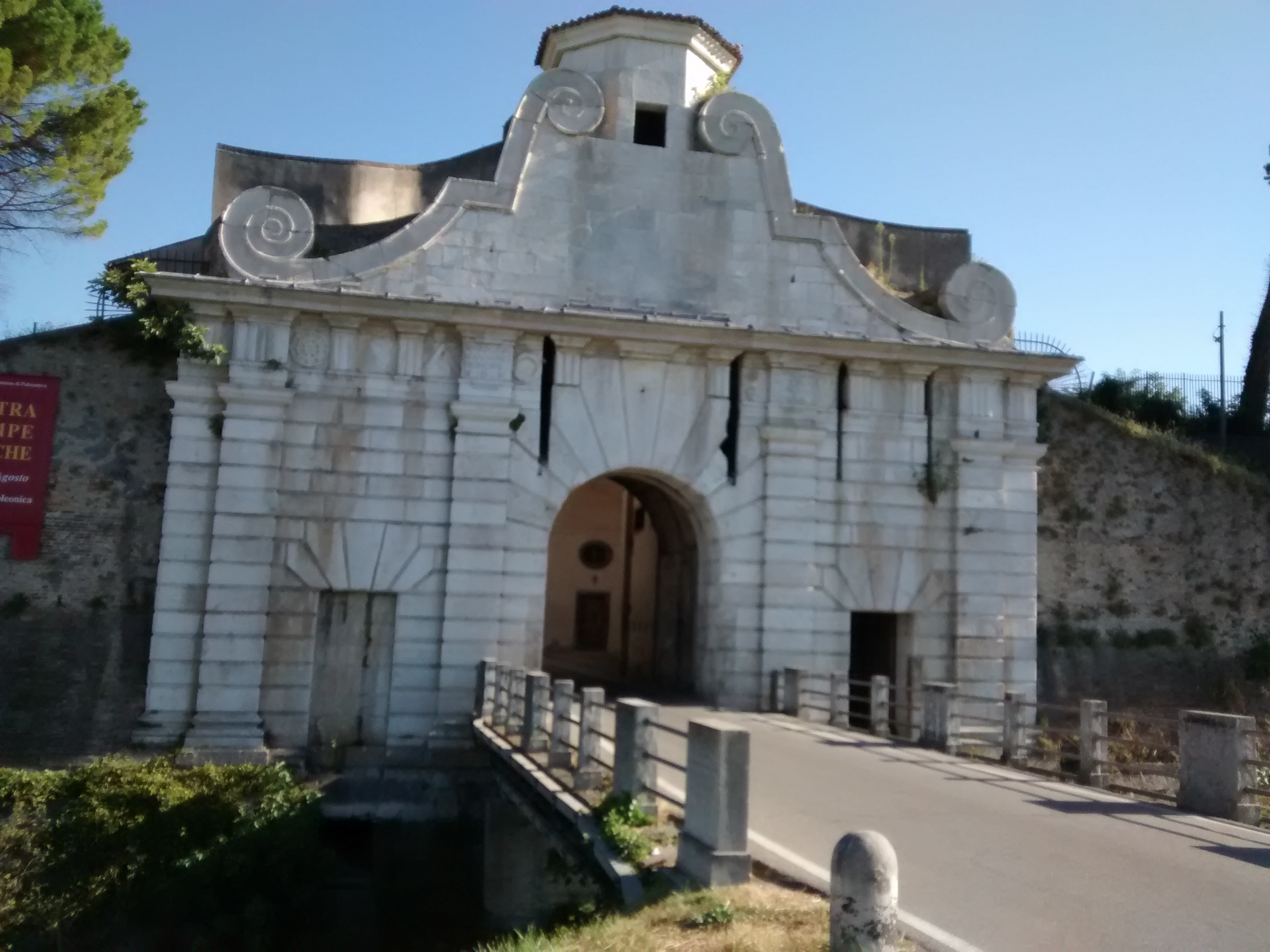
Porta Aquileia
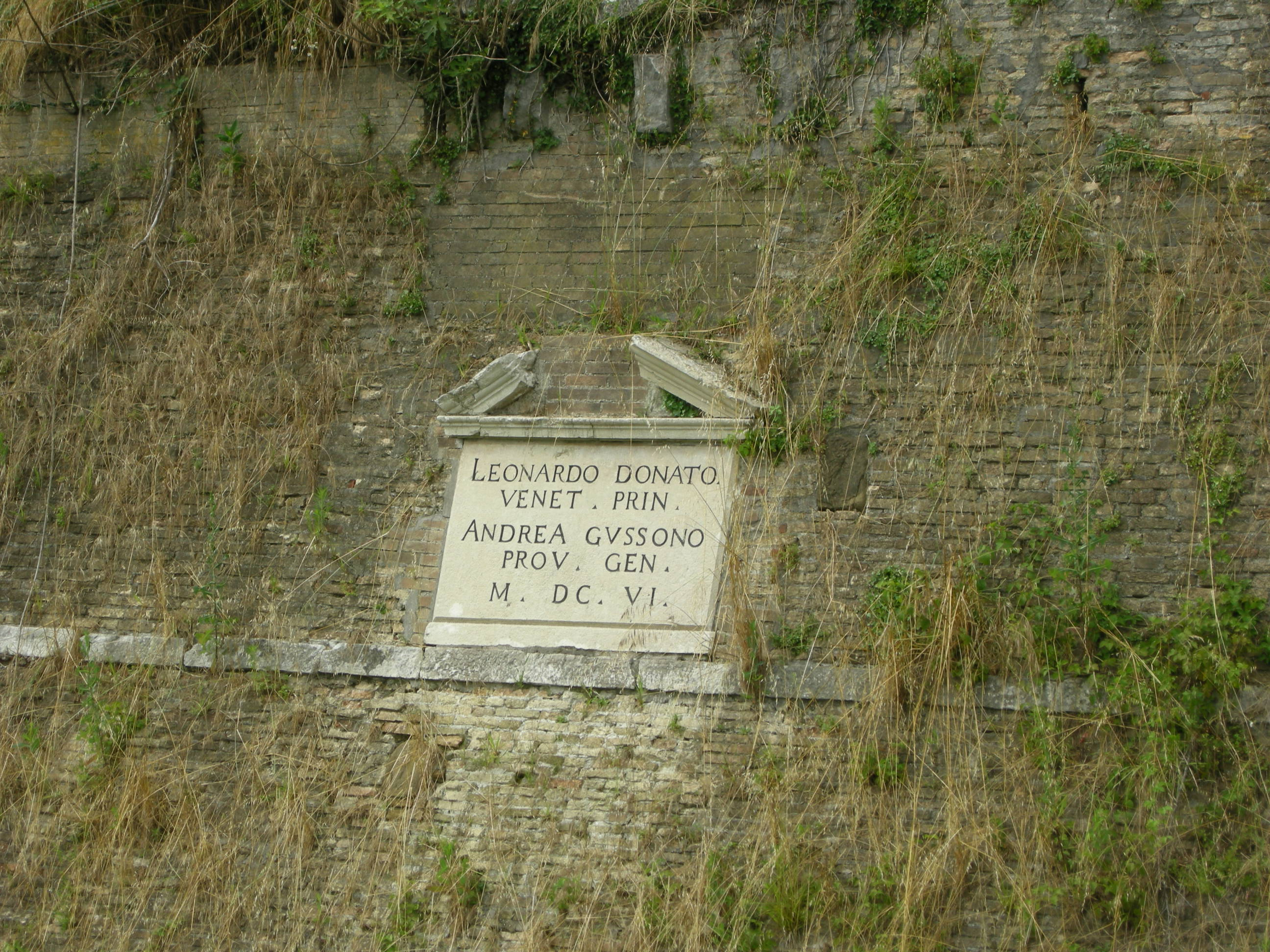
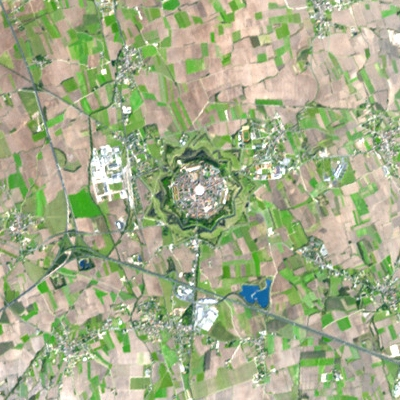
Die Fortezza di Palmanova von einem Satelliten aus
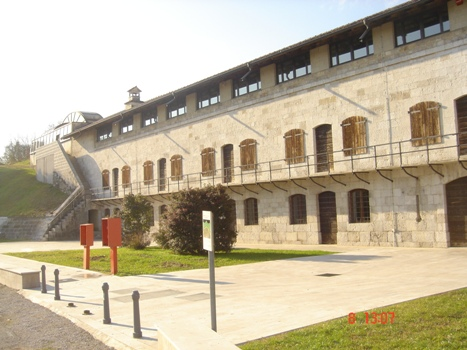
Caserma Montesanto
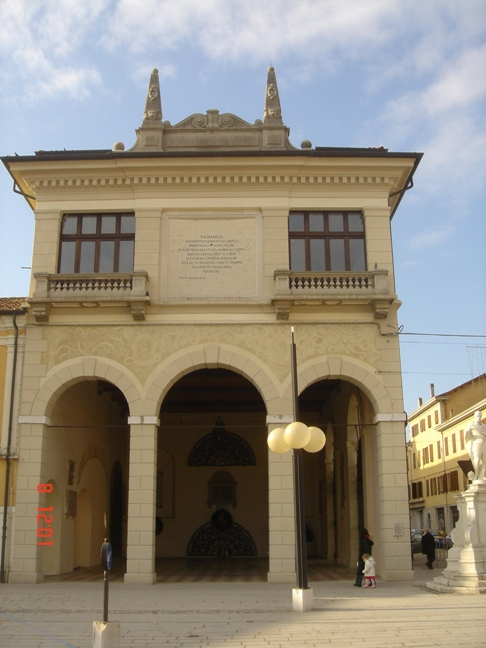
Loggia dei Mercanti
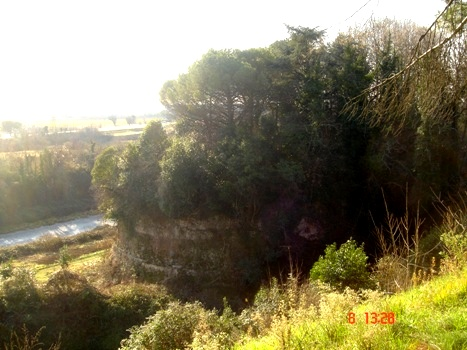
Bastion der Festung
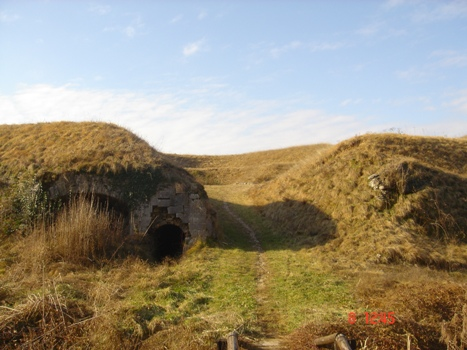
Ravelin
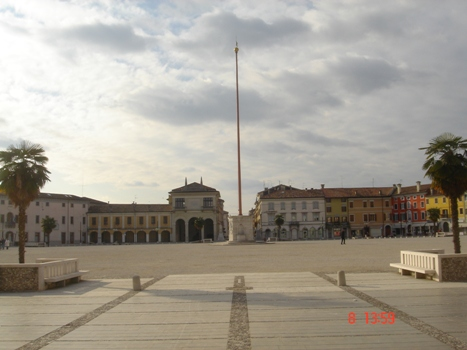
Großer (Waffen)platz
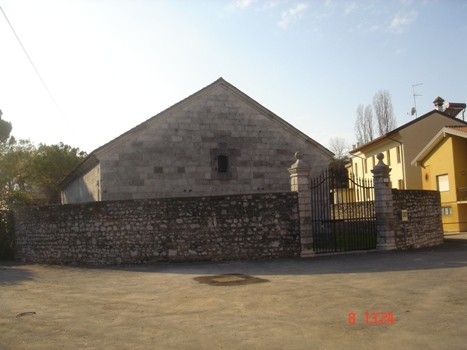
Pulvermagazin aus napoleonischer Zeit
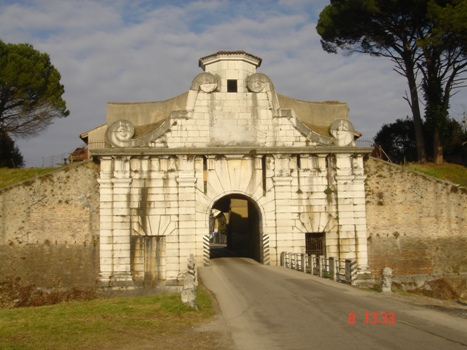
Porta Aquileia
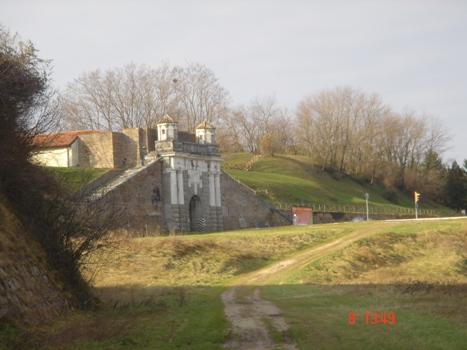
Porta Cividale
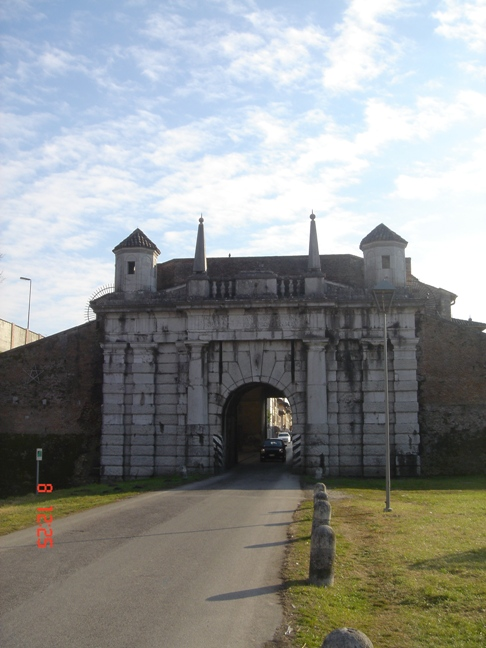
Porta Udine
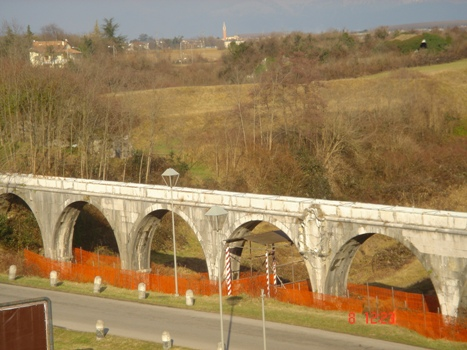
Venezianisches Aquädukt an der Porta Udine